# スタンリー郡 (ノースカロライナ州)
スタンリー郡（英: Stanly County）は、アメリカ合衆国ノースカロライナ州の中央部南西に位置する郡である。2010年国勢調査での人口は60,585人であり、2000年の58,100人から4.3%増加した。郡庁所在地はアルベマール市（人口15,903人）であり、同郡で人口最大の都市でもある。

## 歴史
スタンリー郡は1841年にモンゴメリー郡のピーディー川より西が分離して設立された。郡名はニューバーン出身のジョン・スタンリー（1774年-1834年）に因んで名付けられた。スタンリーはノースカロライナ州下院議員を数期務め、またアメリカ合衆国下院議員も2期（1801年-1803年、1809年-1811年）務めた。

## 郡政府
スタンリー郡は地域のセントラリナ自治体委員会のメンバーである。
2000年国勢調査により、アメリカ合衆国下院議員のノースカロライナ州第8選挙区に属しており、2013年時点では共和党議員を選出している。

## 地理
アメリカ合衆国国勢調査局に拠れば、郡域全面積は404平方マイル (1,050 km2)であり、このうち陸地395平方マイル (1,020 km2)、水域は9平方マイル (23 km2)で水域率は2.28%である。

### 郡区
スタンリー郡は12の郡区に分割されている。アーモンド、ビッグリック、センター、エンディ、ファー、ロカスト、スタンフィールド、ハリス、ノースアルベマール、ライデンアワー、サウスアルベマール、タイソンの各郡区である。

### 主要高規格道路
| | |
| - 州間高速道路73号線 - 州間高速道路74号線 - アメリカ国道52号線 - アメリカ国道220号線 - ノースカロライナ州道8号線 - ノースカロライナ州道24号線 - ノースカロライナ州道27号線 | - ノースカロライナ州道73号線 - ノースカロライナ州道109号線 - ノースカロライナ州道134号線 - ノースカロライナ州道138号線 - ノースカロライナ州道211号線 - ノースカロライナ州道731号線 - ノースカロライナ州道740号線 |

### 隣接する郡
- ローワン郡 - 北
- デイビッドソン郡 - 北東
- モンゴメリー郡 - 東
- アンソン郡 - 南南東
- ユニオン郡 - 南南西
- カバラス郡 - 西

## 人口動態
以下は2000年国勢調査による人口統計データである。
| 基礎データ - 人口: 58,100人 - 世帯数: 22,223 世帯 - 家族数: 16,156 家族 - 人口密度: 57人/km2（147人/mi2） - 住居数: 24,582軒 - 住居密度: 24軒/km2（62軒/mi2） 人種別人口構成 - 白人: 84.67% - アフリカン・アメリカン: 11.46% - ネイティブ・アメリカン: 0.25% - アジア人: 1.81% - 太平洋諸島系: 0.02% - その他の人種: 1.01% - 混血: 0.79% - ヒスパニック・ラテン系: 2.13% | 年齢別人口構成 - 18歳未満: 25.0% - 18-24歳: 8.4% - 25-44歳: 29.0% - 45-64歳: 23.4% - 65歳以上: 14.2% - 年齢の中央値: 37歳 - 性比（女性100人あたり男性の人口） - 総人口: 97.4 - 18歳以上: 94.7 世帯と家族（対世帯数） - 18歳未満の子供がいる: 32.6% - 結婚・同居している夫婦: 58.3% - 未婚・離婚・死別女性が世帯主: 10.5% - 非家族世帯: 27.3% - 単身世帯: 24.3% - 65歳以上の老人1人暮らし: 10.8% - 平均構成人数 - 世帯: 2.53人 - 家族: 3.00人 | 収入と家計 - 収入の中央値 - 世帯: 36,898米ドル - 家族: 43,956米ドル - 性別 - 男性: 31,444米ドル - 女性: 21,585米ドル - 人口1人あたり収入: 17,825米ドル - 貧困線以下 - 対人口: 10.7% - 対家族数: 8.1% - 18歳未満: 14.1% - 65歳以上: 10.3% |

## 都市と町

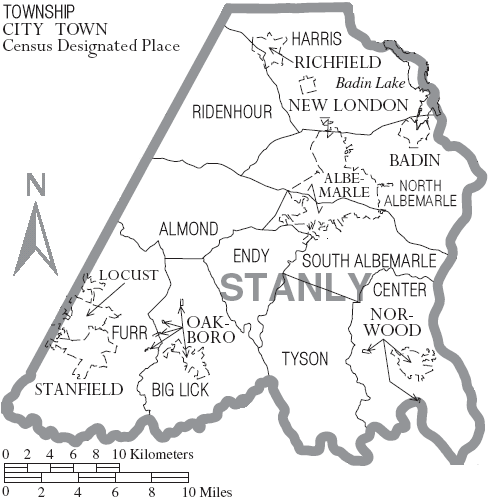
スタンリー郡の自治体と郡区

### 法人化自治体
| - アルベマール - 郡庁所在地 - ベイディン - ロカスト - ニューロンドン - ノーウッド | - オークボロ - リッチフィールド - スタンフィールド - マイセンハイマー - レッドクロス |

### 未編入の町
| - アクアデール - ビッグリック - コットンビル - エンディ - フィンガー | - フロッグポンド - ミリングポート - パレスタイン - パーマービル - プライラー | - ポーター - タッカータウン - ランバート - ビーツビル |

## 教育

### 高等教育機関
- ファイファー大学
- スタンリー・コミュニティカレッジ

### 私立学校
- カロライナ・クリスチャン・スクール

### 公共教育学区
郡内には公立の高校6校、中学校4校、小学校11校がある。

## メディア
郡内では週刊紙の「ザ・ウィークリー・ポスト」が発行されている。また隔週刊の「ザ・スタンリー・ニューズ・アンド・プレス」も発行され、ウェブサイトでも地元ニューズを掲載している。